# خالد عمر
خالد عمر بوهديل (22 يوليو 1985) لاعب كرة قدم بحريني يلعب حاليا لصالح نادي الدرجة الأولى البسيتين البحريني في مركز قلب الدفاع من 2003 كما يجيد اللعب في مركز الوسط المدافع.

## الإنجازات
- الدرجة الأولى (1): 2013